# Dibutylon
Dibutylon, bk-DMBDB – organiczny związek chemiczny, pochodna katynonu o działaniu stymulującym i budowie zbliżonej do metylonu.

Przeczytaj ostrzeżenie dotyczące informacji medycznych i pokrewnych zamieszczonych w Wikipedii.